# Microtus liechtensteini
Microtus liechtensteinii là một loài động vật có vú trong họ Cricetidae, bộ Gặm nhấm. Loài này được Wettstein mô tả năm 1927.